# Ячмір
Ячмір (пол. Jaćmierz) — село в Польщі, у гміні Заршин Сяноцького повіту Підкарпатського воєводства. Розташоване на Лемківщині, в середньому Бескиді.
Населення — 829 осіб (2011).

## Географія
Розташоване на повітовій дорозі № 2045R за 4 км на північ від міста Заршин, за 17 км на північний захід від міста Сянок та за 47 км на південь від міста Ряшів.

## Історія
Село вперше згадується в 1390 р. В 1437 р. Ячмір став містом і отримав магдебурзьке право.
Ячмір знаходився у смузі лемківських сіл на межі з Малопольщею і тому піддавався латинізації та полонізації. У 1340-1772 рр. Ячмір входив до складу Сяноцької землі Руського воєводства Речі Посполитої. З 1772 до 1918 року містечко входило до складу Сяніцького повіту Королівства Галичини та Володимирії монархії Габсбургів (з 1867 року Австро-Угорщини).
У 1880 р. в містечку було 145 будинків і 840 мешканців.
Під час Першої світової війни в 1915 р. російська армія повністю зруйнувала містечко, через що Ячмір втратив міські права.
У міжвоєнний час село входило до Сяніцького повіту Львівського воєводства. В 1929 р. налічувалось 620 мешканців.
Грекокатолики села належали до парафії Новосільці (з 1930 р. — Буківського деканату), метричні книги велися з 1784 р.

## Демографія
Демографічна структура станом на 31 березня 2011 року:
|          | Загалом | Допрацездатний вік | Працездатний вік | Постпрацездатний вік |
| -------- | ------- | ------------------ | ---------------- | -------------------- |
| Чоловіки | 406     | 87                 | 274              | 45                   |
| Жінки    | 423     | 74                 | 248              | 101                  |
| Разом    | 829     | 161                | 522              | 146                  |